# Kallima derethyi
Kallima derethyi är en fjärilsart som beskrevs av Kalis 1933. Kallima derethyi ingår i släktet Kallima och familjen praktfjärilar. Inga underarter finns listade i Catalogue of Life.